# Divizia Națională 2000-2001
La Divizia Națională 2000-2001 è stata la decima edizione della massima serie del campionato di calcio moldavo disputato tra il 22 luglio 2000 e il 12 giugno 2001 e concluso con la vittoria dello Sheriff Tiraspol, al suo primo titolo.

## Formula
In questa stagione ci fu un'ulteriore riduzione del numero di squadre partecipanti che passò da 10 a 8. Venne disputato un doppio girone all'italiana per un totale di 28 partite.
L'ultima classificata retrocedette mentre la penultima spareggiò con la seconda della Divizia A per l'ultimo posto disponibile nella stagione seguente.
Le squadre partecipanti alle coppe europee furono quattro: la squadra campione si qualificò alla UEFA Champions League 2001-2002, la seconda classificata e la vincitrice della coppa nazionale alla Coppa UEFA 2001-2002 e una quarta squadra fu ammessa alla Coppa Intertoto 2001.

## Squadre
| Squadra                    | Città    | Stadio | Stagione 1999-2000   |
| -------------------------- | -------- | ------ | -------------------- |
| Agro-Goliador Chișinău     | Chișinău |        | 7°                   |
| Haiducul Sporting Hîncești | Hîncești |        | Divizia A            |
| Olimpia Bălți              | Bălți    |        | 6°                   |
| Tiligul                    | Tiraspol |        | 5°                   |
| Zimbru Chișinău            | Chișinău |        | Campione di Moldavia |
| Nistru Otaci               | Otaci    |        | 4°                   |
| Sheriff Tiraspol           | Tiraspol |        | 2°                   |
| Constructorul Chișinău     | Chișinău |        | 3°                   |

## Classifica finale
|  | Pos. | Squadra                    | Pt | G  | V  | N | P  | GF | GS | DR  |
|  | ---- | -------------------------- | -- | -- | -- | - | -- | -- | -- | --- |
|  | 1.   | Sheriff Tiraspol           | 67 | 28 | 21 | 4 | 3  | 58 | 18 | +40 |
|  | 2.   | FC Zimbru Chișinău         | 66 | 28 | 20 | 6 | 2  | 46 | 15 | +31 |
|  | 3.   | Tiligul                    | 41 | 28 | 11 | 8 | 9  | 33 | 34 | -1  |
|  | 4.   | Constructorul Chisinau     | 39 | 28 | 10 | 9 | 9  | 30 | 30 | 0   |
|  | 5.   | FC Nistru Otaci            | 33 | 28 | 9  | 6 | 13 | 31 | 39 | -8  |
|  | 6.   | FC Agro-Goliador Chișinău  | 25 | 28 | 6  | 7 | 15 | 26 | 47 | -21 |
|  | 7.   | Haiducul Sporting Hîncești | 25 | 28 | 6  | 7 | 15 | 34 | 45 | -11 |
|  | 8.   | FC Olimpia Bălți           | 14 | 28 | 3  | 5 | 20 | 19 | 49 | -30 |

Legenda:

      Campione di Moldavia
      Qualificata alla Coppa UEFA
      Qualificata alla Coppa Intertoto
      Ammessa allo spareggio
      Retrocessa in Divizia A
Note:

Tre punti a vittoria, uno a pareggio, zero a sconfitta.

### Spareggio
Il Haiducul Sporting Hîncești, arrivato settimo, non si presentò allo spareggio contro la seconda classificata della Divizia A, il Petrocub-Condor. Le due squadre si fusero e giocarono la stagione successiva nel massimo campionato col nome FC Hîncești.

## Verdetti
- Campione: Sheriff Tiraspol, qualificato alla UEFA Champions League 1999-2000
- Qualificato alla Coppa UEFA: Zimbru Chișinău, Nistru Otaci
- Qualificato alla Coppa Intertoto:  Tiligul
- Retrocesse in Divizia "A": FC Olimpia Bălți